# Bangana
Bangana (лат.) — род пресноводных лучепёрых рыб семейства карповых. Они обитают территории большей части южной и восточной Азии. Встречаются главным образом в проточной воде тропических и субтропических рек. Род включает по крайней мере один полностью лишённый зрения пещерный вид — Bangana musaei.
Включает многие виды, ранее относимые к роду Sinilabeo.

## Виды
Род включает около 23 видов:
- Bangana almorae (B. L. Chaudhuri, 1912)
- Bangana ariza (Hamilton, 1807)
- Bangana behri (Fowler, 1937)
- Bangana brevirostris Liu & Zhou, 2009
- Bangana decora (W. K. H. Peters, 1881)
- Bangana dero (Hamilton, 1822)
- Bangana devdevi (Hora, 1936)
- Bangana diplostoma (Heckel, 1838)
- Bangana discognathoides (Nichols & C. H. Pope, 1927)
- Bangana elegans Kottelat, 1998
- Bangana gedrosicus (Zugmayer, 1912)
- Bangana horai (Bănărescu, 1986)
- Bangana lemassoni (Pellegrin & Chevey, 1936)
- Bangana lippus (Fowler, 1936)
- Bangana musaei Kottelat & H. Steiner, 2011
- Bangana pierrei (Sauvage, 1880)
- Bangana rendahli (Sh. Kimura, 1934)
- Bangana sinkleri (Fowler, 1934)
- Bangana tungting (Nichols, 1925)
- Bangana wui (C. Y. Zheng & Y. R. Chen, 1983)
- Bangana xanthogenys (Pellegrin & Chevey, 1936)
- Bangana yunnanensis (Wu, et al., 1977)
- Bangana zhui (Zheng & Chen, 1989)